# John Wylie
John George Wylie (Shrewsbury, 5 ottobre 1854 – 30 luglio 1924) è stato un calciatore inglese, di ruolo attaccante.

## Carriera
Conta 1 presenza con la maglia della Nazionale inglese.